# Callitula rugosa
Callitula rugosa är en stekelart som först beskrevs av James Waterston 1915.  Callitula rugosa ingår i släktet Callitula och familjen puppglanssteklar. Inga underarter finns listade.